# Zusätzliche Leistung für die Schule
Die zusätzliche Leistung für die Schule nach § 24a SGB II a. F. wurde zum 1. August 2009 eingeführt und sollte die Kosten für die Beschaffung von Schulmaterialien abdecken, die vom Regelsatz nicht erfasst waren.
Anspruch auf die zusätzliche Leistung für die Schule hatten Schüler allgemeiner und berufsbildenden Schulen vor dem 25. Lebensjahr, die entweder selber oder ihre im Haushalt lebenden Eltern am 1. August eines Jahres Anspruch auf Arbeitslosengeld II hatten. Lebten die Schüler außerhalb des Haushalts ihrer Eltern, wurde Schulgeld nur gezahlt, sofern eine Zustimmung des kommunalen Trägers vorlag. Die Leistungshöhe betrug 100 Euro und wurde jährlich im August ausgezahlt.
Am 1. Januar 2011 wurde die zusätzliche Leistung für die Schule abgeschafft. Sie wurde ersetzt durch die Leistungen für Bildung und Teilhabe.